# 懷特波斯特鎮區 (印地安納州普瓦斯基縣)
懷特波斯特鎮區（英語：White Post Township）是位於美國印地安納州普瓦斯基縣的一個行政鎮區。

## 地方資料
根據2010年美國人口普查的數據，懷特波斯特鎮區的面積為94.40平方千米，當中陸地面積為94.40平方千米，而水域面積為0.00平方千米。當地共有人口1075人，而人口密度為每平方千米11.39人。